# Molophilus lucidipennis
Molophilus lucidipennis là một loài ruồi trong họ Limoniidae. Chúng phân bố ở miền Australasia.